# アントワーヌ・ピネー
アントワーヌ・ピネー（ピネ、フランス語: Antoine Pinay、1891年12月30日 - 1994年12月13日）は、フランスの政治家。右派（保守）の政治家で、ヴァンサン・オリオール政権にて閣僚評議会議長（首相）を務めた。戦後のフランス政界において、最も猛烈な性格の人物という評価を得た人物であり、首相経験者としては最長命を誇った。

## 生涯
1891年12月30日にローヌ県サン＝サンフォリアン＝シュル＝ソーヌに誕生する。第一次世界大戦に出征し、戦傷を負い右腕に障害が残る。小さななめし皮工場経営者として出発し、1929年にローヌ県サン・シャモン市長に当選する。1936年にフランス国民議会総選挙にロワール県から立候補し当選する。第二次世界大戦中は、ヴィシー政権の全国評議会評議員に任命されたため、戦後一時的に被選挙権を剥奪された。ピネーは、戦後フランス政界にあって右派（保守）政党結成に動き、全国独立主義者農民センター（Centre National des Indépendants et Paysans、略称CNIP）を結成した。この間、ピネーは1950年に公共事業・運輸・観光相として初入閣した。
1951年の総選挙の後、ルネ・プレヴァン、エドガー・フォール両内閣が短命のうちに倒れる中、ヴァンサン・オリオール大統領は、フランス社会党（SFIO）を中心とする組閣を断念し、1952年3月にピネーを首相に指名した。ピネーはこの当時比較的知名度が低かったが、広範な党派の同意を得て、組閣に成功した。ピネー内閣の成立は右派の復権と見なされ、事実、戦前の対独融和主義者であったジョルジュ・ボネ元外務大臣などが復権した。『リベラシオン』はピネー内閣を「古典的右翼」と非難している。一方でピネー内閣は、「ピネー神話」といわれるようにフランス経済に好況をもたらしたとされる（実際のフランス経済の浮揚はピネー退陣後とされる）。ピネー内閣は、国内のインフレーションと第一次インドシナ戦争の継続とアメリカの軍備拡張要求により財政赤字に悩まされた。また、北アフリカの独立運動も活発化していった。1952年12月、1953年度予算案が議会を通らなかったため内閣総辞職した。
1957年9月、日本政府の招待を受けて来日。同月11日、昭和天皇に謁見する。
1958年にアルジェリア危機が先鋭化すると、ド・ゴールを支持し、ド・ゴール内閣の財務大臣に就任した。
1994年12月13日に死去。あと2週間で103歳という時であった。